# 壶

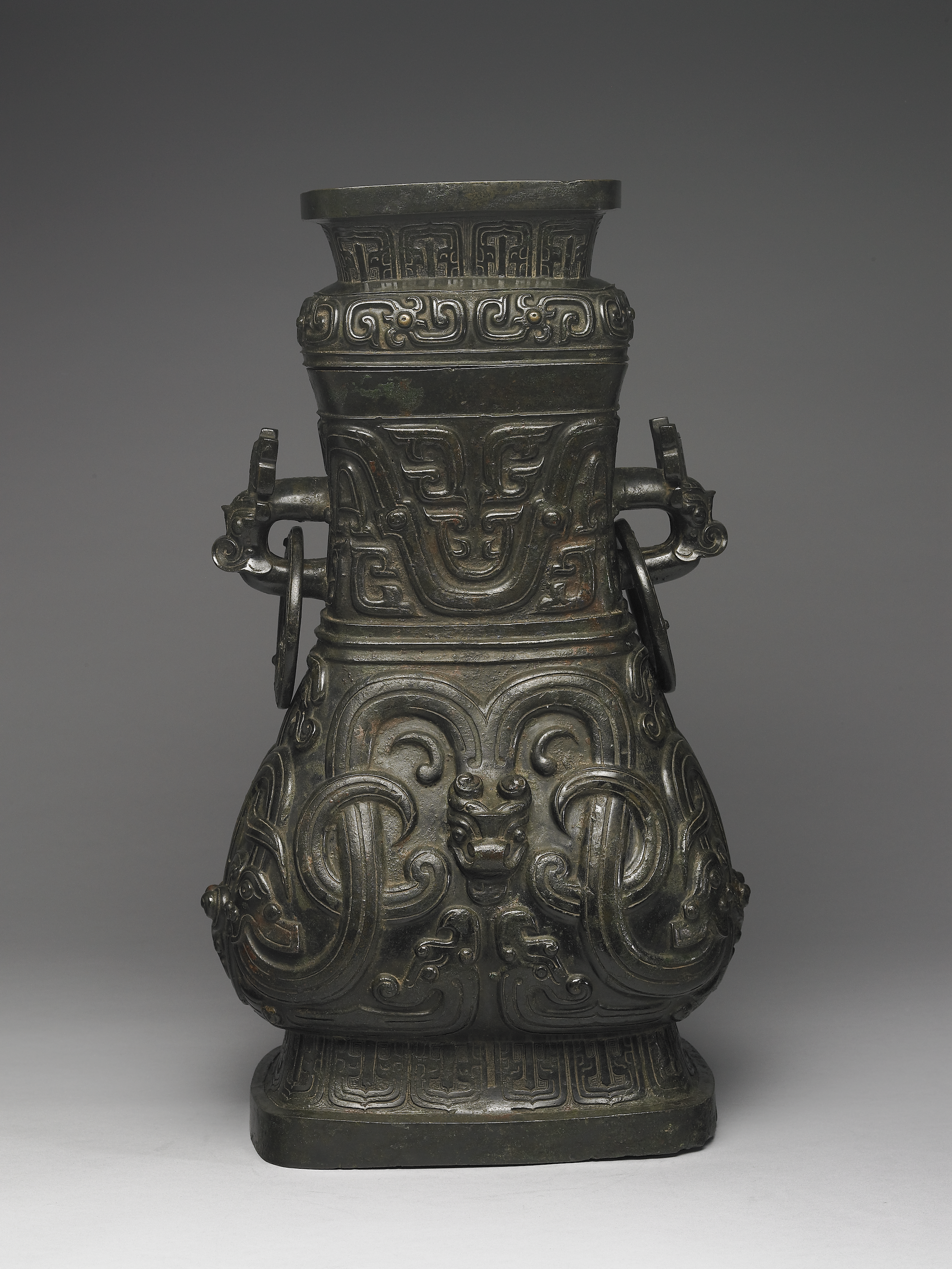
西周宣王時期的〈頌壺〉，國立故宮博物院藏。

壶指陶瓷或金属制成的一种容器。壶的形制深腹敛口，多有盖。通常用来盛茶、酒等液体。在中国古代，壶也是一种用于盛酒的礼器。壶有圆壶、方壶，容量约一石，比甒大。

## 歷史及沿革

壺的甲骨文

壶的产生年代很早，甲骨文上就已经发现壺字。壺在誕生之初是陶器的一种，有盛水、盛酒之用，後来发展为铜器，兼作一種盛酒的礼器，有圆壶、方壶两种。
隨著饮茶品茗风尚的普及，壺也用來泡茶、盛茶，這種壶叫作茶壶，发展出「壶嘴」用于倒水，手柄也变爲一支，不再是对称的两支，可能還帶有提環，体型也变得小巧、便携。雖然茶壺一般用來泡茶，但因爲帶壺嘴和手柄也方便盛水、倒水，因此也為水壺所採用。这时的水壶不仅可以在家中泡茶、盛酒，也可拿在手中。老北京夏天常可见到如此景象：白髮老头坐在胡同门口，一手扇扇子，一手端着酒壶，不时啜几口。
在少数民族的盛水器具中，也有像台湾原住民「椰壳水壶」这样的水壶，他们不仅使用陶壶，也会使用椰子的外壳製成椰壳水壶。这类水壶多是用来舀水、盛水，开口大，带提手或手柄，不带壶嘴。
在歷史發展中，「壶」也成为盛放液體的大肚器皿的代称，發展出汤壶、噴壺、油壺等有別於水壺的器皿。

## 圖例

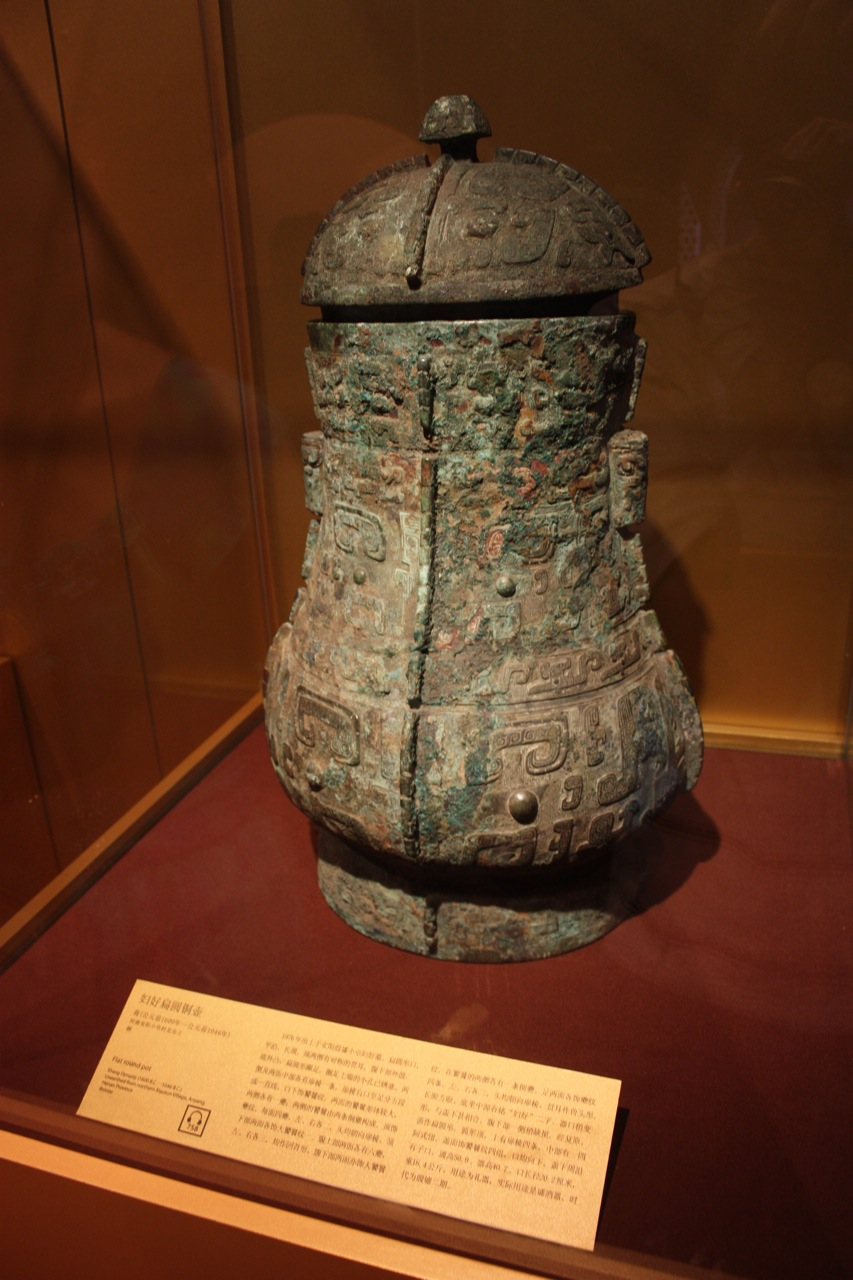
妇好扁圆铜壶
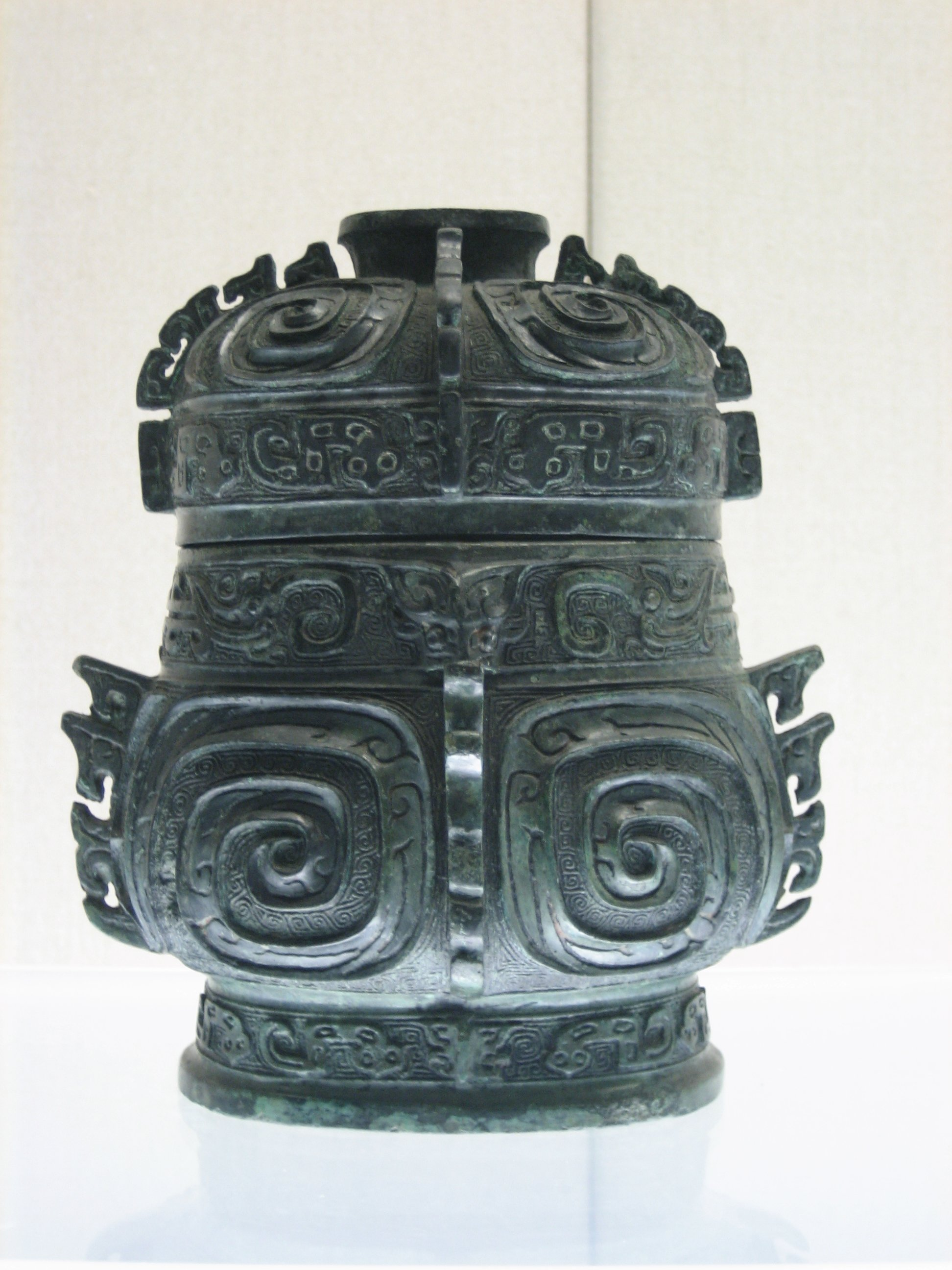
西周恭王时期的“已其”仲壶
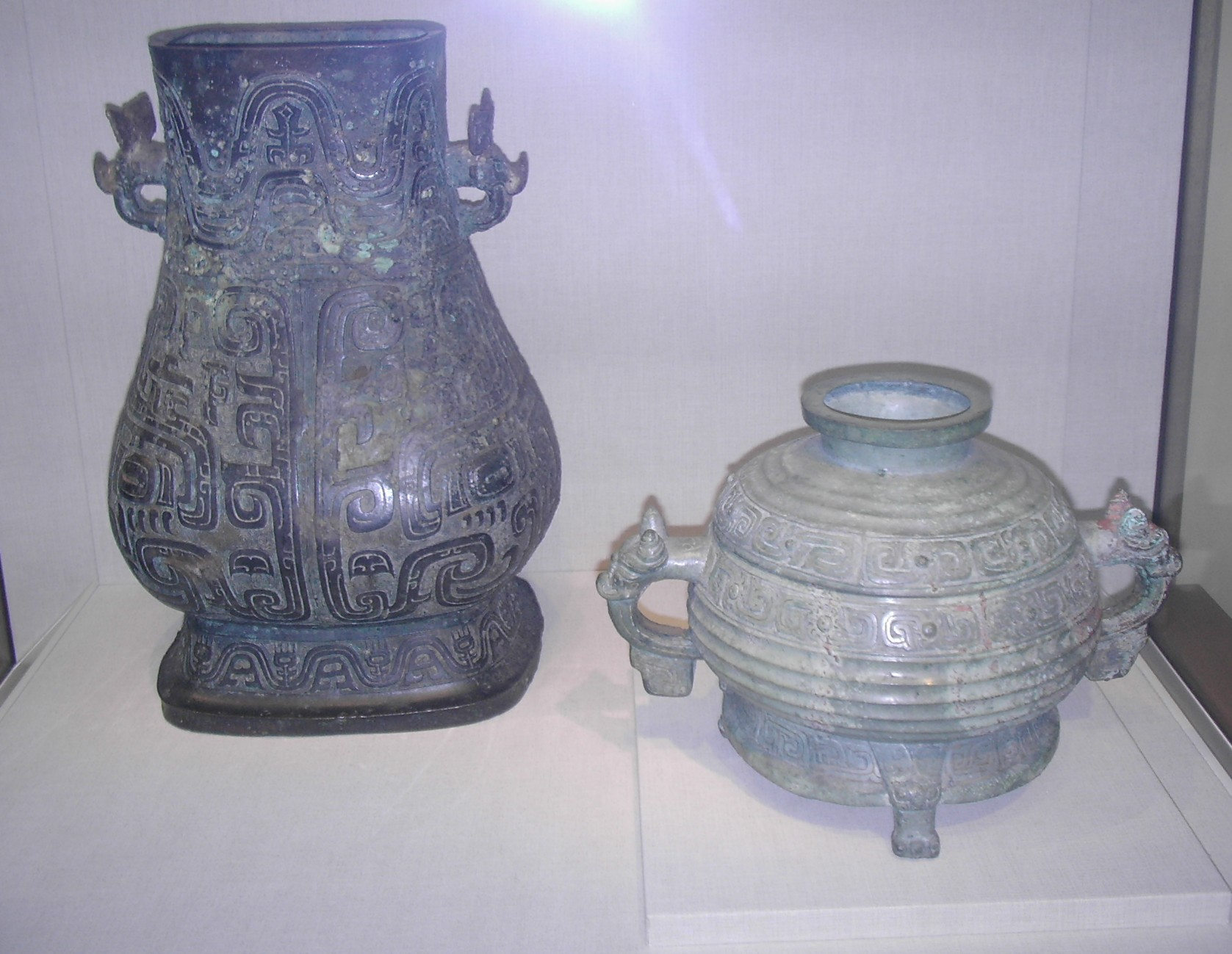
西周方壶

## 延伸阅读
[在维基数据编辑]
 《欽定古今圖書集成·經濟彙編·考工典·壺部》，出自陈梦雷《古今圖書集成》